# Wibtoft
Wibtoft – wieś w Anglii, w hrabstwie Warwickshire, w dystrykcie Rugby. Leży 30 km na północny wschód od miasta Warwick i 135 km na północny zachód od Londynu. W 2001 miejscowość liczyła 50 mieszkańców.